# CQ-10雪雁無人機
CQ-10雪雁無人機（英語：Snow Goose）是一款由加拿大無人機公司Mist Mobility Integrated Systems Technology (MMIST)研製的貨運無人機。雪雁無人機應用了夏爾巴自主GPS導引傘翼運輸系統，使其能夠精準投送小型物資給特種部隊。雪雁原先是傳單投送無人機，但同時其能透過六個模組化貨艙支援各種任務，每個貨艙都可以攜帶燃料吊艙、貨物或電子設備。
CQ-10A使用翼傘升力；CQ-10B則使用旋翼機提供升力。“B”版本的航程是“A”版本的兩倍。據製造商稱，CQ-10B 每24小時可以運1088kg(2400lb)的物資達150km(93mi)，並能將物資投放在指定地點的30m(100ft)內然後進行垂直（短距）起降。

## 型號

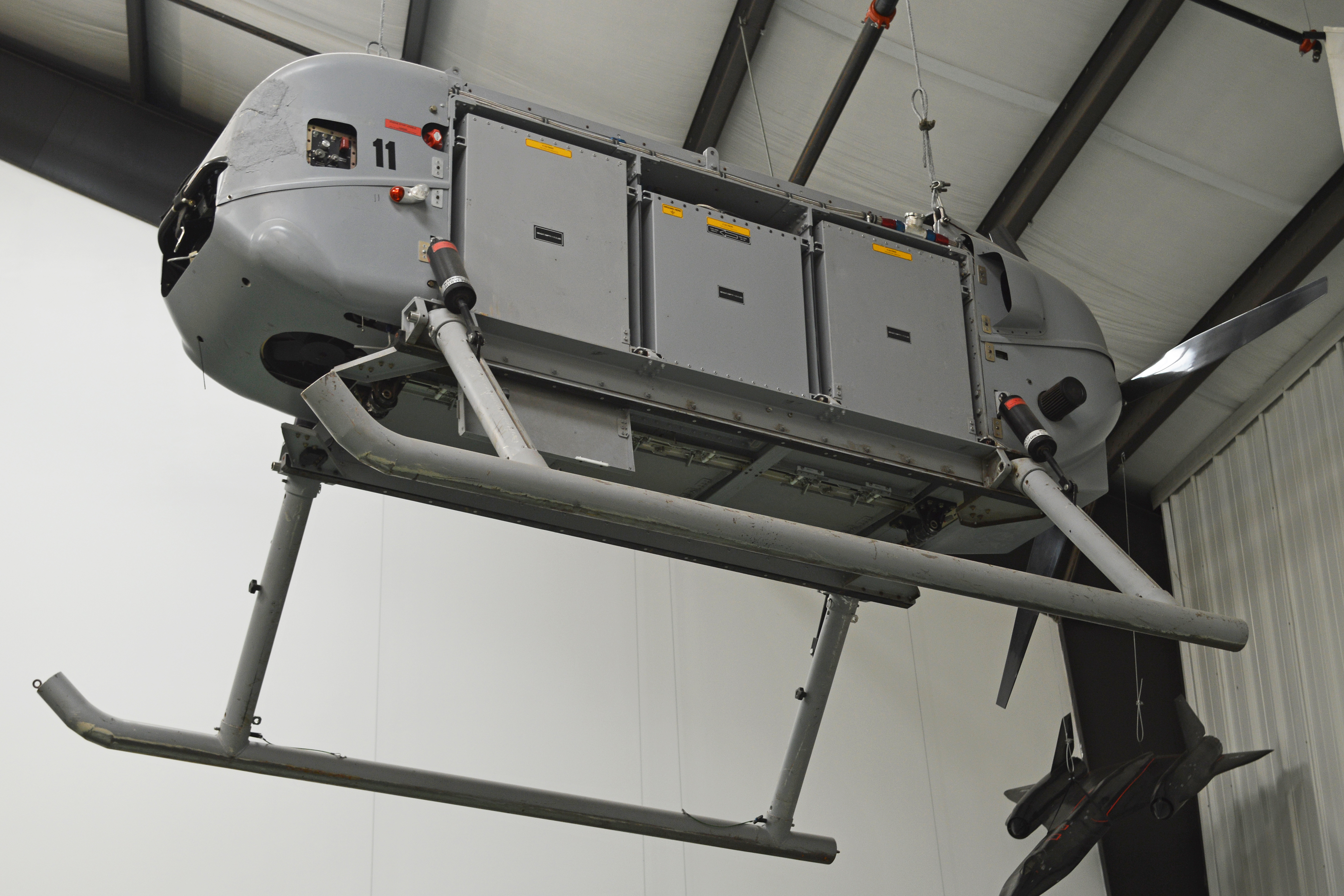
位於馬奇菲爾德航空博物館的CQ-10A

CQ-10A翼傘輸送系統
CQ-10B旋翼輸送系統，航程更遠。V/STOL

## 外部連結
- DefenseLink - SnowGoose: UAVs Enter the Airlift Business
- MMIST CQ-10 SnowGoose （页面存档备份，存于） - Directory of U.S. Military Rockets and Missiles